# Piega di Rossmann

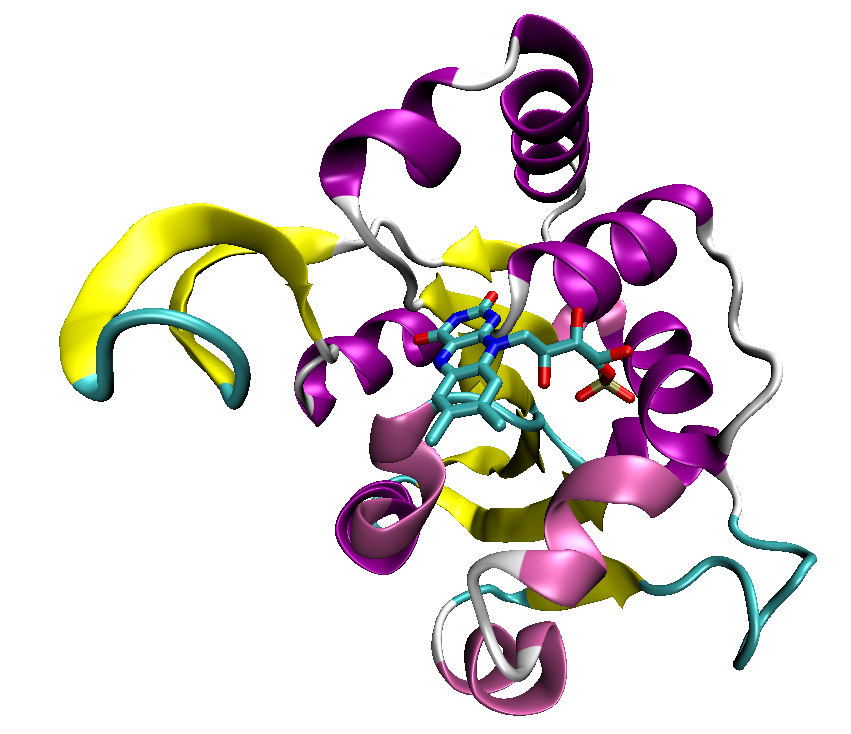
Un esempio di piega di Rossmann nella decarbossilasi del batterio Staphylococcus epidermidis (PDB ID 1G5Q) che mostra il cofattore vincolato della FMN.

Diagramma schematico di una piega di Rossmann a sei filamenti

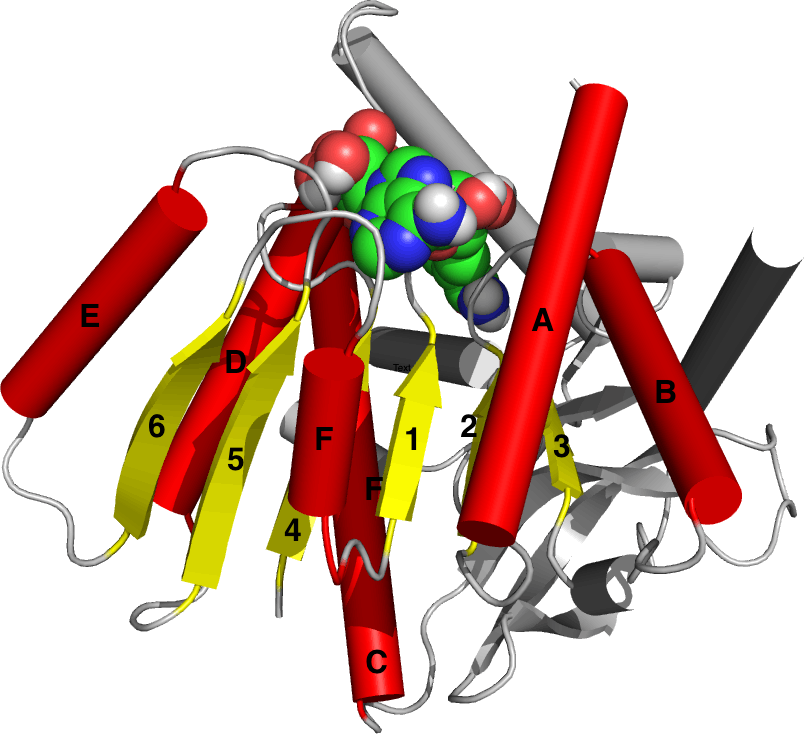
Visione frontale

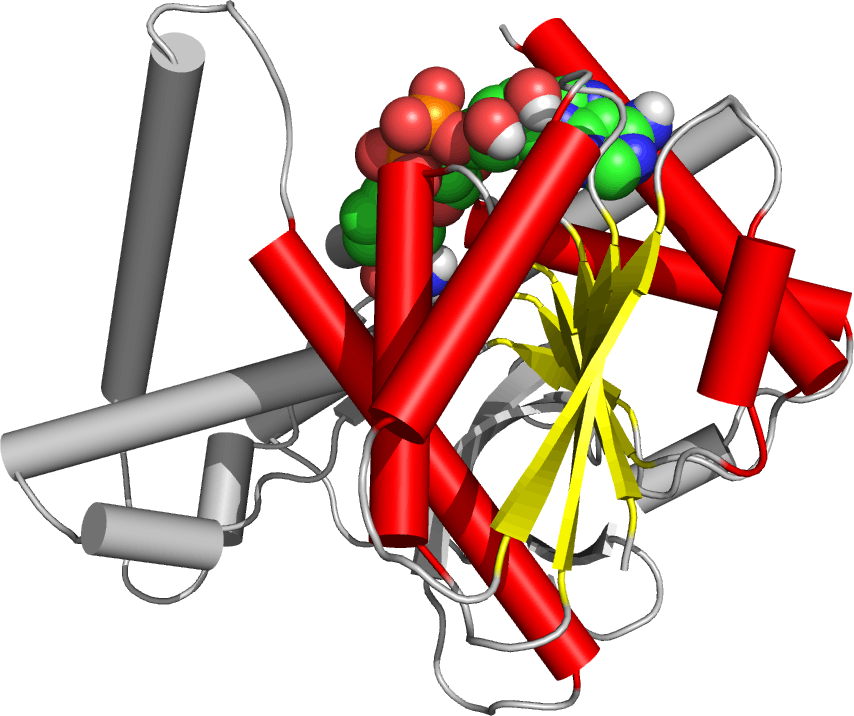
Visione laterale

La piega di Rossmann è un dominio strutturale proteico delle proteine che legano i nucleotidi, specialmente il cofattore NAD. La struttura con due ripetizioni è composta da sei filamenti β paralleli, collegati a due coppie di α eliche nell'ordine topologico β-α-β-α-β. Poiché ogni piega di Rossmann può legare un solo nucleotide, i legami dei domini per i dinucleotidi come il NAD consistono di due pieghe di Rossmann accoppiate che legano ciascuna una metà del nucleotide della molecola del cofattore. Le singole pieghe di Rossmann possono legare i mononucleotidi β come il cofattore FMN.
Il motivo prende il nome da Michael Rossmann, che per primo mise in evidenza che questo è un motivo frequentemente ricorrente nelle proteine che si legano a nucleotidi, come la deidrogenasi.
Nel 1989 Israel Hanukoglu dell'Istituto Weizmann scoprì che la sequenza consenso per il sito di legame dell'NADP in alcuni enzimi che utilizzano il NADP differisce dal motivo del legame del NAD. Questa scoperta fu utilizzata per reingegnerizzare le specificità degli enzimi.